# Bazeilles (comuna delegada)
Bazeilles era una comuna francesa situada en el departamento de Ardenas, de la región de Gran Este, que el uno de enero de 2017 pasó a ser una comuna delegada de la comuna nueva de Bazeilles al fusionarse con las comunas de Rubécourt-et-Lamécourt y Villers-Cernay.

## Demografía
| Gráfica de evolución demográfica de Bazeilles entre 1800 y 2014 |
|                                                                 |

Los datos demográficos contemplados en este gráfico de la comuna de Bazeilles se han cogido de 1800 a 1999 de la página francesa EHESS/Cassini, y los demás datos de la página del INSEE.